# Elezioni comunali in Puglia del 1994
Le elezioni comunali in Puglia del 1994 si tennero il 12 giugno (con ballottaggio il 26 giugno) e il 20 novembre (con ballottaggio il 4 dicembre), in contemporanea con le elezioni amministrative nelle altre regioni d'Italia e le elezioni europee, e interessarono complessivamente 51 comuni (25 a giugno e 26 a novembre).

## Riepilogo sindaci eletti
Alleanza dei Progressisti
     Coalizione di centro-sinistra
     Democrazia Cristiana
     Polo del Buon Governo
     Partito Socialista Italiano
     Alleanza Nazionale
     Coalizione di centro
     Commissario prefettizio
| Provincia | Comune                | Popolazione legale (censimento 1991) | Sindaco uscente | Sindaco uscente                         | Sindaco eletto | Sindaco eletto                   | Primo turno | Primo turno | Secondo turno | Secondo turno | Seggi   |
| Provincia | Comune                | Popolazione legale (censimento 1991) | Sindaco uscente | Sindaco uscente                         | Sindaco eletto | Sindaco eletto                   | Voti        | %           | Voti          | %             | Seggi   |
| --------- | --------------------- | ------------------------------------ | --------------- | --------------------------------------- | -------------- | -------------------------------- | ----------- | ----------- | ------------- | ------------- | ------- |
| Bari      | Acquaviva delle Fonti | 21.229                               |                 | Giuseppe Maiullari                      |                | Giuseppe Nettis (AP)             | 4.593       | 36,22       | 5.931         | 52,14         | 12 / 20 |
| Bari      | Barletta              | 89.527                               |                 | Pietro Troiano                          |                | Raffaele Fiore (PPI)             | 15.876      | 32,02       | 17.801        | 51,53         | 18 / 30 |
| Bari      | Bitonto               | 53.772                               |                 | Mario Tafaro                            |                | Umberto Kühtz (PDS)              | 13.207      | 42,46       | 15.698        | 64,23         | 18 / 30 |
| Bari      | Gravina in Puglia     | 39.261                               |                 | Salvatore Di Ciao                       |                | Francesco Laiso (AP)             | 9.626       | 39,11       | 10.648        | 55,68         | 18 / 30 |
| Bari      | Molfetta              | 66.839                               |                 | Anna Elisabetta Altomare (DC)           |                | Guglielmo Minervini (AD)         | 11.841      | 31,03       | 18.543        | 62,40         | 18 / 30 |
| Bari      | Noci                  | 19.176                               |                 | Alfonso Magnatta                        |                | Nicola Bauer (FI)                | 4.525       | 35,26       | 6.443         | 59,26         | 12 / 20 |
| Brindisi  | Brindisi              | 95.383                               |                 | Natale D'Agostino                       |                | Michele Errico (PDS)             | 16.344      | 30,73       | 22.277        | 51,29         | 24 / 40 |
| Brindisi  | Latiano               | 15.592                               |                 | Vittorio Madama (DC)                    |                | Salvatore D'Ippolito (AN)        | 4.690       | 45,41       | 5.788         | 64,82         | 12 / 20 |
| Brindisi  | Ostuni                | 33.551                               |                 | Domenico Italo Lorenzo Tanzarella (PSI) |                | Lorenzo Cirasino (PDS)           | 7.176       | 32,92       | 10.599        | 53,72         | 18 / 30 |
| Foggia    | Lucera                | 35.615                               |                 | Agostino Ricucci                        |                | Domenico Bonghi (PRC)            | 6.279       | 30,57       | 10.869        | 65,46         | 18 / 30 |
| Foggia    | Orta Nova             | 16.942                               |                 | Salvatore Tropea                        |                | Giuseppe Moscarella (AN)         | 2.795       | 27,68       | 5.099         | 69,64         | 12 / 20 |
| Foggia    | San Giovanni Rotondo  | 24.378                               |                 | Salvatore Tropea                        |                | Nicola Placentino (PPI)          | 6.061       | 41,92       | 6.437         | 56,44         | 12 / 20 |
| Foggia    | San Severo            | 55.085                               |                 | Pasquale Santamaria                     |                | Vincenzo Canelli (PDS)           | 10.635      | 32,11       | 14.559        | 53,69         | 18 / 30 |
| Foggia    | Torremaggiore         | 17.405                               |                 | Gerarda Vigilante D'Addesio             |                | Matteo Marolla (PDS)             | 4.293       | 40,49       | 5.672         | 62,06         | 12 / 20 |
| Lecce     | Casarano              | 20.164                               |                 | Nicola Russo                            |                | Villiam Marcello Ingrosso (Ind.) | 5.322       | 43,06       | 6.043         | 53,36         | 12 / 20 |
| Lecce     | Galatone              | 16.153                               |                 | Vincenzo Calignano                      |                | Roberto Maglio (PDS)             | 6.327       | 64,87       | —             | —             | 13 / 20 |
| Lecce     | Nardò                 | 31.490                               |                 | Nicola Russo                            |                | Antonio Benedetto Vaglio (Ind.)  | 5.218       | 27,33       | 8.804         | 58,06         | 18 / 30 |
| Lecce     | Squinzano             | 15.821                               |                 | Nicola Prete                            |                | Michele Maggio (PSI)             | 2.692       | 26,11       | 5.221         | 58,34         | 12 / 20 |
| Taranto   | Manduria              | 31.453                               |                 | Carlo Sessa                             |                | Gregorio Pecoraro (PDS)          | 7.734       | 38,97       | 11.162        | 61,50         | 18 / 30 |
| Taranto   | Martina Franca        | 45.404                               |                 | Angelo Di Caprio                        |                | Vitantonio Zizzi (PPI)           | 6.418       | 21,00       | 13.784        | 50,36         | 18 / 30 |
| Taranto   | Massafra              | 30.623                               |                 | Antonio Paglialonga                     |                | Giuseppe Cofano (FI)             | 6.883       | 36,22       | 8.858         | 51,99         | 18 / 30 |
| Taranto   | Mottola               | 16.795                               |                 | Massimo Mariani                         |                | Diego Ludovico (PDS)             | 4.762       | 43,50       | 6.053         | 58,55         | 12 / 20 |

## Elezioni comunali del giugno 1994

### Provincia di Bari

#### Acquaviva delle Fonti
| Candidati                       | Candidati                      | II turno                       | II turno                       | I turno | I turno | Liste                  | Voti   | %     | Seggi |
| Candidati                       | Candidati                      | Voti                           | %                              | Voti    | %       | Liste                  | Voti   | %     | Seggi |
| ------------------------------- | ------------------------------ | ------------------------------ | ------------------------------ | ------- | ------- | ---------------------- | ------ | ----- | ----- |
|                                 | Giuseppe Nettis ✔️ Sindaco     | 5 931                          | 52,14                          | 4 593   | 33,86   | Acquaviva Progressista | 2 135  | 17,10 | 6     |
| Movimento Democratico Acquaviva | Giuseppe Nettis ✔️ Sindaco     | 5 931                          | 52,14                          | 4 593   | 33,86   | 1 356                  | 10,86  | 4     |       |
| Rinascita                       | Giuseppe Nettis ✔️ Sindaco     | 5 931                          | 52,14                          | 4 593   | 33,86   | 1 017                  | 8,15   | 2     |       |
|                                 | Francesco Pistilli             | 5 445                          | 47,86                          | 2 917   | 21,50   | Lista di indipendenti  | 1 861  | 14,91 | 2     |
| Unione Democratica              | Francesco Pistilli             | 5 445                          | 47,86                          | 2 917   | 21,50   | 464                    | 3,72   | –     |       |
| Seggio di coalizione            | Seggio di coalizione           | Seggio di coalizione           | 47,86                          | 2 917   | 21,50   | 1                      |        |       |       |
|                                 | Giovanni Davide Chiarulli      | Giovanni Davide Chiarulli      | Giovanni Davide Chiarulli      | 2 917   | 21,50   | Acquaviva 94           | 1 976  | 15,83 | 1     |
| Seggio di coalizione            | Seggio di coalizione           | Seggio di coalizione           | Giovanni Davide Chiarulli      | 2 917   | 21,50   | 1                      |        |       |       |
|                                 | Nicola D'Ambrosio              | Nicola D'Ambrosio              | Nicola D'Ambrosio              | 1 563   | 11,52   | Citta dell'Uomo        | 1 245  | 9,97  | –     |
| Seggio di coalizione            | Seggio di coalizione           | Seggio di coalizione           | Nicola D'Ambrosio              | 1 563   | 11,52   | 1                      |        |       |       |
|                                 | Enrico Colafemmina             | Enrico Colafemmina             | Enrico Colafemmina             | 856     | 6,31    | Alleanza Nazionale     | 864    | 6,92  | –     |
| Seggio di coalizione            | Seggio di coalizione           | Seggio di coalizione           | Enrico Colafemmina             | 856     | 6,31    | 1                      |        |       |       |
|                                 | Vito Domenico Percoco          | Vito Domenico Percoco          | Vito Domenico Percoco          | 837     | 6,17    | Forza Italia           | 883    | 7,07  | –     |
| Seggio di coalizione            | Seggio di coalizione           | Seggio di coalizione           | Vito Domenico Percoco          | 837     | 6,17    | 1                      |        |       |       |
|                                 | Isabella De Marinis Cirigliano | Isabella De Marinis Cirigliano | Isabella De Marinis Cirigliano | 675     | 4,98    | La Rete                | 681    | 5,46  | –     |
| Totale                          | Totale                         | 11 376                         | 100                            | 13 566  | 100     |                        | 12 482 | 100   | 20    |
|                                 |                                |                                |                                |         |         |                        |        |       |       |
| Fonte: Ministero dell'interno   |                                |                                |                                |         |         |                        |        |       |       |

#### Alberobello
|                               | Angelo Panarese ✔️ Sindaco | Lista civica              | 2 664 | 37,16 | 13 |  |  |  |  |
|                               | Pasquale Longo             | Lista di area governativa | 2 364 | 32,98 | 4  |  |  |  |  |
|                               | Francesco Tauro            | Lista civica              | 2 141 | 29,86 | 3  |  |  |  |  |
| Totale                        | Totale                     |                           | 7 169 | 100   | 20 |  |  |  |  |
|                               |                            |                           |       |       |    |  |  |  |  |
| Fonte: Ministero dell'interno |                            |                           |       |       |    |  |  |  |  |

1. ↑  Lista sostenuta dall'Alleanza dei Progressisti.

#### Barletta
| Candidati                               | Candidati                    | II turno                     | II turno                     | I turno | I turno | Liste                                | Voti   | %     | Seggi |
| Candidati                               | Candidati                    | Voti                         | %                            | Voti    | %       | Liste                                | Voti   | %     | Seggi |
| --------------------------------------- | ---------------------------- | ---------------------------- | ---------------------------- | ------- | ------- | ------------------------------------ | ------ | ----- | ----- |
|                                         | Raffaele Fiore ✔️ Sindaco    | 17 801                       | 51,53                        | 15 876  | 31,91   | Patto Democratico                    | 4 243  | 9,53  | 5     |
| Partito Democratico della Sinistra      | Raffaele Fiore ✔️ Sindaco    | 17 801                       | 51,53                        | 15 876  | 31,91   | 4 069                                | 9,14   | 5     |       |
| Partito Popolare Italiano               | Raffaele Fiore ✔️ Sindaco    | 17 801                       | 51,53                        | 15 876  | 31,91   | 3 358                                | 7,55   | 4     |       |
| Progressisti                            | Raffaele Fiore ✔️ Sindaco    | 17 801                       | 51,53                        | 15 876  | 31,91   | 2 049                                | 4,60   | 2     |       |
| Partito Socialista Italiano             | Raffaele Fiore ✔️ Sindaco    | 17 801                       | 51,53                        | 15 876  | 31,91   | 1 645                                | 3,70   | 2     |       |
|                                         | Carmine Dipaola              | 16 744                       | 48,47                        | 15 693  | 31,54   | Alleanza Nazionale                   | 5 902  | 13,26 | 3     |
| Forza Italia                            | Carmine Dipaola              | 16 744                       | 48,47                        | 15 693  | 31,54   | 3 993                                | 8,97   | 2     |       |
| Liberali                                | Carmine Dipaola              | 16 744                       | 48,47                        | 15 693  | 31,54   | 1 814                                | 4,08   | 1     |       |
| Centro Cristiano Democratico            | Carmine Dipaola              | 16 744                       | 48,47                        | 15 693  | 31,54   | 1 704                                | 3,83   | 1     |       |
| Unione di Centro                        | Carmine Dipaola              | 16 744                       | 48,47                        | 15 693  | 31,54   | 969                                  | 2,18   | –     |       |
| Rinnovamento Democratico                | Carmine Dipaola              | 16 744                       | 48,47                        | 15 693  | 31,54   | 753                                  | 1,69   | –     |       |
| Seggio di coalizione                    | Seggio di coalizione         | Seggio di coalizione         | 48,47                        | 15 693  | 31,54   | 1                                    |        |       |       |
|                                         | Nicola La Rosa               | Nicola La Rosa               | Nicola La Rosa               | 9 450   | 18,99   | Cristiano Sociali                    | 3 802  | 8,54  | 2     |
| Partito Socialista Democratico Italiano | Nicola La Rosa               | Nicola La Rosa               | Nicola La Rosa               | 9 450   | 18,99   | 1 774                                | 3,99   | –     |       |
| Seggio di coalizione                    | Seggio di coalizione         | Seggio di coalizione         | Nicola La Rosa               | 9 450   | 18,99   | 1                                    |        |       |       |
|                                         | Luigi Terrone                | Luigi Terrone                | Luigi Terrone                | 3 210   | 6,45    | Laici Cattolici - Impegno Civile     | 3 372  | 7,58  | –     |
| Seggio di coalizione                    | Seggio di coalizione         | Seggio di coalizione         | Luigi Terrone                | 3 210   | 6,45    | 1                                    |        |       |       |
|                                         | Giuseppe Carbone             | Giuseppe Carbone             | Giuseppe Carbone             | 2 155   | 4,33    | Città Fiorita                        | 1 102  | 2,48  | –     |
| Insieme con Barletta (A)                | Giuseppe Carbone             | Giuseppe Carbone             | Giuseppe Carbone             | 2 155   | 4,33    | 803                                  | 1,80   | –     |       |
| Solidarietà                             | Giuseppe Carbone             | Giuseppe Carbone             | Giuseppe Carbone             | 2 155   | 4,33    | 283                                  | 0,64   | –     |       |
|                                         | Cosimo Damiano Curiello      | Cosimo Damiano Curiello      | Cosimo Damiano Curiello      | 1 697   | 3,41    | Partito della Rifondazione Comunista | 1 632  | 3,67  | –     |
|                                         | Angela Anna Maria Napolitano | Angela Anna Maria Napolitano | Angela Anna Maria Napolitano | 1 056   | 2,12    | Democratici per la Rinascita (B)     | 879    | 1,98  | –     |
|                                         | Riccardo Lattanzio           | Riccardo Lattanzio           | Riccardo Lattanzio           | 439     | 0,88    | Lega Nord                            | 358    | 0,80  | –     |
| Totale                                  | Totale                       | 34 545                       | 100                          | 49 756  | 100     |                                      | 44 504 | 100   | 30    |
|                                         |                              |                              |                              |         |         |                                      |        |       |       |
| Fonte: Ministero dell'interno           |                              |                              |                              |         |         |                                      |        |       |       |

#### Gravina in Puglia
| Candidati                            | Candidati                  | II turno             | II turno         | I turno | I turno | Liste                              | Voti   | %     | Seggi |
| Candidati                            | Candidati                  | Voti                 | %                | Voti    | %       | Liste                              | Voti   | %     | Seggi |
| ------------------------------------ | -------------------------- | -------------------- | ---------------- | ------- | ------- | ---------------------------------- | ------ | ----- | ----- |
|                                      | Francesco Laiso ✔️ Sindaco | 10 648               | 55,68            | 9 626   | 39,11   | Partito Democratico della Sinistra | 4 810  | 20,54 | 9     |
| Partito Socialista Italiano          | Francesco Laiso ✔️ Sindaco | 10 648               | 55,68            | 9 626   | 39,11   | 1 576                              | 6,73   | 2     |       |
| Percorso                             | Francesco Laiso ✔️ Sindaco | 10 648               | 55,68            | 9 626   | 39,11   | 1 498                              | 6,40   | 2     |       |
| Partito della Rifondazione Comunista | Francesco Laiso ✔️ Sindaco | 10 648               | 55,68            | 9 626   | 39,11   | 1 221                              | 5,21   | 2     |       |
| Federazione dei Verdi                | Francesco Laiso ✔️ Sindaco | 10 648               | 55,68            | 9 626   | 39,11   | 261                                | 1,11   | –     |       |
|                                      | Francescopaolo Digiesi     | 8 475                | 44,32            | 7 857   | 31,92   | Forza Italia                       | 3 071  | 13,11 | 3     |
| Partito Popolare Italiano            | Francescopaolo Digiesi     | 8 475                | 44,32            | 7 857   | 31,92   | 2 307                              | 9,85   | 2     |       |
| Gravina Cattolica Rinasce            | Francescopaolo Digiesi     | 8 475                | 44,32            | 7 857   | 31,92   | 1 342                              | 5,73   | 1     |       |
| Gravina Autonoma                     | Francescopaolo Digiesi     | 8 475                | 44,32            | 7 857   | 31,92   | 1 105                              | 4,72   | –     |       |
| Seggio di coalizione                 | Seggio di coalizione       | Seggio di coalizione | 44,32            | 7 857   | 31,92   | 1                                  |        |       |       |
|                                      | Sergio Casareale           | Sergio Casareale     | Sergio Casareale | 3 489   | 14,17   | Alleanza Nazionale                 | 2 947  | 12,58 | 2     |
| Seggio di coalizione                 | Seggio di coalizione       | Seggio di coalizione | Sergio Casareale | 3 489   | 14,17   | 1                                  |        |       |       |
|                                      | Onofrio Vendola            | Onofrio Vendola      | Onofrio Vendola  | 2 309   | 9,38    | Assemblea (A)                      | 2 050  | 8,75  | 2     |
| Seggio di coalizione                 | Seggio di coalizione       | Seggio di coalizione | Onofrio Vendola  | 2 309   | 9,38    | 1                                  |        |       |       |
|                                      | Luigi Padula               | Luigi Padula         | Luigi Padula     | 1 133   | 4,60    | L'Arca Gravina verso il Progresso  | 1 042  | 4,45  | –     |
| Seggio di coalizione                 | Seggio di coalizione       | Seggio di coalizione | Luigi Padula     | 1 133   | 4,60    | 1                                  |        |       |       |
|                                      | Filippo Pallucca           | Filippo Pallucca     | Filippo Pallucca | 201     | 0,82    | Partito Repubblicano Italiano      | 188    | 0,80  | –     |
| Totale                               | Totale                     | 19 123               | 100              | 24 615  | 100     |                                    | 23 418 | 100   | 30    |
|                                      |                            |                      |                  |         |         |                                    |        |       |       |
| Fonte: Ministero dell'interno        |                            |                      |                  |         |         |                                    |        |       |       |

#### Molfetta
| Candidati                                    | Candidati                           | II turno               | II turno               | I turno | I turno | Liste                          | Voti   | %     | Seggi |
| Candidati                                    | Candidati                           | Voti                   | %                      | Voti    | %       | Liste                          | Voti   | %     | Seggi |
| -------------------------------------------- | ----------------------------------- | ---------------------- | ---------------------- | ------- | ------- | ------------------------------ | ------ | ----- | ----- |
|                                              | Guglielmo Minervini ✔️ Sindaco      | 18 543                 | 62,40                  | 11 841  | 31,03   | Progressisti                   | 3 220  | 8,99  | 6     |
| Indipendenti                                 | Guglielmo Minervini ✔️ Sindaco      | 18 543                 | 62,40                  | 11 841  | 31,03   | 2 367                          | 6,61   | 5     |       |
| Indipendenti                                 | Guglielmo Minervini ✔️ Sindaco      | 18 543                 | 62,40                  | 11 841  | 31,03   | 1 512                          | 4,22   | 3     |       |
| Percorso                                     | Guglielmo Minervini ✔️ Sindaco      | 18 543                 | 62,40                  | 11 841  | 31,03   | 1 277                          | 3,56   | 2     |       |
| Partito della Rifondazione Comunista         | Guglielmo Minervini ✔️ Sindaco      | 18 543                 | 62,40                  | 11 841  | 31,03   | 1 003                          | 2,80   | 2     |       |
|                                              | Giulio Maria Corrado Orazio De Luca | 11 171                 | 37,60                  | 10 407  | 27,27   | Patto Segni                    | 4 086  | 11,40 | 3     |
| Il Confronto Movimento per Molfetta          | Giulio Maria Corrado Orazio De Luca | 11 171                 | 37,60                  | 10 407  | 27,27   | 3 435                          | 9,59   | 2     |       |
| Liberal Democratici-Riformisti-Ambientalisti | Giulio Maria Corrado Orazio De Luca | 11 171                 | 37,60                  | 10 407  | 27,27   | 2 663                          | 7,43   | 1     |       |
| Solidarietà e Progresso                      | Giulio Maria Corrado Orazio De Luca | 11 171                 | 37,60                  | 10 407  | 27,27   | 1 038                          | 2,90   | –     |       |
| Seggio di coalizione                         | Seggio di coalizione                | Seggio di coalizione   | 37,60                  | 10 407  | 27,27   | 1                              |        |       |       |
|                                              | Antonio Azzollini                   | Antonio Azzollini      | Antonio Azzollini      | 7 994   | 20,95   | Partito Popolare Italiano      | 4 641  | 12,95 | 2     |
| Città Futura                                 | Antonio Azzollini                   | Antonio Azzollini      | Antonio Azzollini      | 7 994   | 20,95   | 2 407                          | 6,72   | 2     |       |
| Seggio di coalizione                         | Seggio di coalizione                | Seggio di coalizione   | Antonio Azzollini      | 7 994   | 20,95   | 1                              |        |       |       |
|                                              | Giuseppe Maria Mezzina              | Giuseppe Maria Mezzina | Giuseppe Maria Mezzina | 5 037   | 13,20   | Forza Italia                   | 2 630  | 7,34  | 1     |
| Alleanza Nazionale                           | Giuseppe Maria Mezzina              | Giuseppe Maria Mezzina | Giuseppe Maria Mezzina | 5 037   | 13,20   | 2 292                          | 6,40   | –     |       |
| Seggio di coalizione                         | Seggio di coalizione                | Seggio di coalizione   | Giuseppe Maria Mezzina | 5 037   | 13,20   | 1                              |        |       |       |
|                                              | Francesco Altomare                  | Francesco Altomare     | Francesco Altomare     | 949     | 2,49    | Vero Repubblicanesimo Molfetta | 968    | 2,70  | –     |
|                                              | Giuseppe Amato                      | Giuseppe Amato         | Giuseppe Amato         | 911     | 2,39    | Federazione dei Verdi          | 1 087  | 3,03  | –     |
|                                              | Giorgio Latino                      | Giorgio Latino         | Giorgio Latino         | 729     | 1,91    | Alleanza per Molfetta          | 855    | 2,39  | –     |
|                                              | Demetrio Losciale                   | Demetrio Losciale      | Demetrio Losciale      | 291     | 0,76    | Lega Verde                     | 351    | 0,98  | –     |
| Totale                                       | Totale                              | 29 714                 | 100                    | 38 159  | 100     |                                | 35 832 | 100   | 30    |
|                                              |                                     |                        |                        |         |         |                                |        |       |       |
| Fonte: Ministero dell'interno                |                                     |                        |                        |         |         |                                |        |       |       |

#### Noci
| Candidati                            | Candidati               | II turno             | II turno          | I turno | I turno | Liste                     | Voti   | %     | Seggi |
| Candidati                            | Candidati               | Voti                 | %                 | Voti    | %       | Liste                     | Voti   | %     | Seggi |
| ------------------------------------ | ----------------------- | -------------------- | ----------------- | ------- | ------- | ------------------------- | ------ | ----- | ----- |
|                                      | Nicola Bauer ✔️ Sindaco | 6 443                | 59,62             | 4 525   | 35,26   | Forza Italia              | 2 458  | 20,61 | 9     |
| Alleanza per Noci                    | Nicola Bauer ✔️ Sindaco | 6 443                | 59,62             | 4 525   | 35,26   | 919                       | 7,71   | 3     |       |
|                                      | Domenico Lacenere       | 4 364                | 40,38             | 4 640   | 36,15   | Partito Popolare Italiano | 2 846  | 23,87 | 3     |
| Unione Democratica                   | Domenico Lacenere       | 4 364                | 40,38             | 4 640   | 36,15   | 884                       | 7,41   | 1     |       |
| Movimento Democratico Popolare       | Domenico Lacenere       | 4 364                | 40,38             | 4 640   | 36,15   | 641                       | 5,38   | –     |       |
| Coltivatori Diretti                  | Domenico Lacenere       | 4 364                | 40,38             | 4 640   | 36,15   | 540                       | 4,53   | –     |       |
| Patto per il Lavoro                  | Domenico Lacenere       | 4 364                | 40,38             | 4 640   | 36,15   | 467                       | 3,92   | –     |       |
| Seggio di coalizione                 | Seggio di coalizione    | Seggio di coalizione | 40,38             | 4 640   | 36,15   | 1                         |        |       |       |
|                                      | Mario Parchitelli       | Mario Parchitelli    | Mario Parchitelli | 3 669   | 28,59   | Primavera Progressista    | 1 435  | 12,03 | 1     |
| Partito Democratico della Sinistra   | Mario Parchitelli       | Mario Parchitelli    | Mario Parchitelli | 3 669   | 28,59   | 934                       | 7,83   | 1     |       |
| Partito della Rifondazione Comunista | Mario Parchitelli       | Mario Parchitelli    | Mario Parchitelli | 3 669   | 28,59   | 471                       | 3,95   | –     |       |
| La Rete                              | Mario Parchitelli       | Mario Parchitelli    | Mario Parchitelli | 3 669   | 28,59   | 329                       | 2,76   | –     |       |
| Seggio di coalizione                 | Seggio di coalizione    | Seggio di coalizione | Mario Parchitelli | 3 669   | 28,59   | 1                         |        |       |       |
| Totale                               | Totale                  | 10 807               | 100               | 12 834  | 100     |                           | 11 924 | 100   | 20    |
|                                      |                         |                      |                   |         |         |                           |        |       |       |
| Fonte: Ministero dell'interno        |                         |                      |                   |         |         |                           |        |       |       |

### Provincia di Brindisi

#### Cellino San Marco
|                               | Ernesto Lanzilao ✔️ Sindaco | Eterogenea   | 1 981 | 41,30 | 11 |  |  |  |  |
|                               | Pierina Metrangolo Cascione | Eterogenea   | 1 864 | 38,86 | 3  |  |  |  |  |
|                               | Roberto Martina             | Indipendenti | 952   | 19,85 | 2  |  |  |  |  |
| Totale                        | Totale                      |              | 4 797 | 100   | 16 |  |  |  |  |
|                               |                             |              |       |       |    |  |  |  |  |
| Fonte: Ministero dell'interno |                             |              |       |       |    |  |  |  |  |

1. ↑  Lista sostenuta da Partito Democratico della Sinistra e Partito Socialista Italiano.
2. ↑  Lista sostenuta dal Partito Popolare Italiano.

#### Latiano
| Candidati                                                       | Candidati                       | II turno             | II turno       | I turno | I turno | Liste                                   | Voti  | %     | Seggi |
| Candidati                                                       | Candidati                       | Voti                 | %              | Voti    | %       | Liste                                   | Voti  | %     | Seggi |
| --------------------------------------------------------------- | ------------------------------- | -------------------- | -------------- | ------- | ------- | --------------------------------------- | ----- | ----- | ----- |
|                                                                 | Salvatore D'Ippolito ✔️ Sindaco | 5 788                | 64,82          | 4 690   | 45,41   | Polo della Rinascita                    | 3 203 | 35,11 | 10    |
| Centro Cristiano Democratico                                    | Salvatore D'Ippolito ✔️ Sindaco | 5 788                | 64,82          | 4 690   | 45,41   | 686                                     | 7,52  | 2     |       |
|                                                                 | Giuseppe Di Mastrodonato        | 3 141                | 35,18          | 2 034   | 19,70   | Partito Democratico della Sinistra      | 1 034 | 11,33 | 1     |
| Cattolici Democratici per Latiano-Partito Repubblicano Italiano | Giuseppe Di Mastrodonato        | 3 141                | 35,18          | 2 034   | 19,70   | 860                                     | 9,43  | 1     |       |
| Seggio di coalizione                                            | Seggio di coalizione            | Seggio di coalizione | 35,18          | 2 034   | 19,70   | 1                                       |       |       |       |
|                                                                 | Alfio Oracolo                   | Alfio Oracolo        | Alfio Oracolo  | 1 647   | 15,95   | Lista Eterogenea                        | 837   | 9,17  | 1     |
| Lista Eterogenea                                                | Alfio Oracolo                   | Alfio Oracolo        | Alfio Oracolo  | 1 647   | 15,95   | 743                                     | 8,14  | 1     |       |
| Seggio di coalizione                                            | Seggio di coalizione            | Seggio di coalizione | Alfio Oracolo  | 1 647   | 15,95   | 1                                       |       |       |       |
|                                                                 | Giancarlo Mola                  | Giancarlo Mola       | Giancarlo Mola | 1 419   | 13,74   | Sinistra Progressista per l'Alternativa | 794   | 8,70  | 1     |
| La Rete                                                         | Giancarlo Mola                  | Giancarlo Mola       | Giancarlo Mola | 1 419   | 13,74   | 544                                     | 5,96  | –     |       |
| Seggio di coalizione                                            | Seggio di coalizione            | Seggio di coalizione | Giancarlo Mola | 1 419   | 13,74   | 1                                       |       |       |       |
|                                                                 | Silvia Papadia                  | Silvia Papadia       | Silvia Papadia | 537     | 5,20    | Insieme per il Cambiamento              | 492   | 5,39  | –     |
| Totale                                                          | Totale                          | 8 929                | 100            | 10 327  | 100     |                                         | 9 123 | 100   | 20    |
|                                                                 |                                 |                      |                |         |         |                                         |       |       |       |
| Fonte: Ministero dell'interno                                   |                                 |                      |                |         |         |                                         |       |       |       |

#### Ostuni
| Candidati                     | Candidati                         | II turno                  | II turno                  | I turno | I turno | Liste                              | Voti   | %     | Seggi |
| Candidati                     | Candidati                         | Voti                      | %                         | Voti    | %       | Liste                              | Voti   | %     | Seggi |
| ----------------------------- | --------------------------------- | ------------------------- | ------------------------- | ------- | ------- | ---------------------------------- | ------ | ----- | ----- |
|                               | Lorenzo Cirasino ✔️ Sindaco       | 10 599                    | 53,72                     | 7 176   | 32,92   | Partito Democratico della Sinistra | 4 253  | 21,32 | 15    |
| Federazione dei Verdi         | Lorenzo Cirasino ✔️ Sindaco       | 10 599                    | 53,72                     | 7 176   | 32,92   | 988                                | 4,95   | 3     |       |
|                               | Domenico Italo Lorenzo Tanzarella | 9 131                     | 46,28                     | 6 964   | 31,95   | Insieme per la Città               | 6 645  | 33,32 | 4     |
| Seggio di coalizione          | Seggio di coalizione              | Seggio di coalizione      | 46,28                     | 6 964   | 31,95   | 1                                  |        |       |       |
|                               | Maria Giovanna Buongiorno         | Maria Giovanna Buongiorno | Maria Giovanna Buongiorno | 4 615   | 21,17   | Alleanza per Ostuni                | 4 603  | 23,08 | 3     |
| Seggio di coalizione          | Seggio di coalizione              | Seggio di coalizione      | Maria Giovanna Buongiorno | 4 615   | 21,17   | 1                                  |        |       |       |
|                               | Michele Coppola                   | Michele Coppola           | Michele Coppola           | 3 044   | 13,96   | Centro Cristiano Democratico       | 2 167  | 10,86 | 1     |
| Forze Popolari per Ostuni     | Michele Coppola                   | Michele Coppola           | Michele Coppola           | 3 044   | 13,96   | 1 289                              | 6,46   | –     |       |
| Seggio di coalizione          | Seggio di coalizione              | Seggio di coalizione      | Michele Coppola           | 3 044   | 13,96   | 1                                  |        |       |       |
| Totale                        | Totale                            | 19 730                    | 100                       | 21 799  | 100     |                                    | 19 945 | 100   | 30    |
|                               |                                   |                           |                           |         |         |                                    |        |       |       |
| Fonte: Ministero dell'interno |                                   |                           |                           |         |         |                                    |        |       |       |

1. ↑  Lista sostenuta dal Partito Socialista Italiano.

### Provincia di Foggia

#### Carpino
|                               | Antonio Russo ✔️ Sindaco | Eterogenea                | 1 128 | 37,73 | 11 |  |  |  |  |
|                               | Giuseppe Cirillo Russi   | Lista civica              | 955   | 31,94 | 3  |  |  |  |  |
|                               | Matteo Maccarone         | Lista di area governativa | 457   | 15,28 | 1  |  |  |  |  |
|                               | Santino Basanisi         | Indipendenti              | 450   | 15,05 | 1  |  |  |  |  |
| Totale                        | Totale                   |                           | 2 990 | 100   | 16 |  |  |  |  |
|                               |                          |                           |       |       |    |  |  |  |  |
| Fonte: Ministero dell'interno |                          |                           |       |       |    |  |  |  |  |

1. ↑  Lista sostenuta da Partito Democratico della Sinistra e Partito Popolare Italiano.
2. ↑  Lista sostenuta dal Partito Popolare Italiano.

#### Celenza Valfortore
|                               | Giovanni Schettino ✔️ Sindaco | Partito Popolare Italiano | 1 036 | 100,00 | 8 |  |  |  |  |
| Totale                        | Totale                        |                           | 1 036 | 100    | 8 |  |  |  |  |
|                               |                               |                           |       |        |   |  |  |  |  |
| Fonte: Ministero dell'interno |                               |                           |       |        |   |  |  |  |  |

#### Chieuti
|                               | Angela Fiadino ✔️ Sindaca | Lista civica              | 624   | 45,81 | 8  |  |  |  |  |
|                               | Matteo Ionata             | Indipendenti              | 594   | 43,61 | 4  |  |  |  |  |
|                               | Ezio Scudieri             | Lista di area governativa | 146   | 10,72 | –  |  |  |  |  |
| Totale                        | Totale                    |                           | 1 362 | 100   | 12 |  |  |  |  |
|                               |                           |                           |       |       |    |  |  |  |  |
| Fonte: Ministero dell'interno |                           |                           |       |       |    |  |  |  |  |

#### Motta Montecorvino
|                               | Domenico Antonio Iaviniglio ✔️ Sindaco | Partito Popolare Italiano | 398 | 45,91 | 8  |  |  |  |  |
|                               | Matteo Piccirilli                      | Indipendenti              | 238 | 27,45 | 2  |  |  |  |  |
|                               | Giovanni De Matteis                    | Lista civica              | 231 | 26,64 | 2  |  |  |  |  |
| Totale                        | Totale                                 |                           | 867 | 100   | 12 |  |  |  |  |
|                               |                                        |                           |     |       |    |  |  |  |  |
| Fonte: Ministero dell'interno |                                        |                           |     |       |    |  |  |  |  |

#### Orta Nova
| Candidati                     | Candidati                      | II turno             | II turno          | I turno | I turno | Liste               | Voti  | %     | Seggi |
| Candidati                     | Candidati                      | Voti                 | %                 | Voti    | %       | Liste               | Voti  | %     | Seggi |
| ----------------------------- | ------------------------------ | -------------------- | ----------------- | ------- | ------- | ------------------- | ----- | ----- | ----- |
|                               | Giuseppe Moscarella ✔️ Sindaco | 5 099                | 69,64             | 2 795   | 27,68   | Alleanza Nazionale  | 2 722 | 27,26 | 12    |
|                               | Potito Ruggieri                | 2 223                | 30,36             | 2 238   | 22,16   | Progressisti        | 1 253 | 12,55 | 1     |
| Partito Popolare Italiano     | Potito Ruggieri                | 2 223                | 30,36             | 2 238   | 22,16   | 1 030               | 10,32 | 1     |       |
| Seggio di coalizione          | Seggio di coalizione           | Seggio di coalizione | 30,36             | 2 238   | 22,16   | 1                   |       |       |       |
|                               | Potito Mauriello               | Potito Mauriello     | Potito Mauriello  | 2 052   | 20,32   | Rinnovare Orta Nova | 1 998 | 20,01 | 2     |
| Seggio di coalizione          | Seggio di coalizione           | Seggio di coalizione | Potito Mauriello  | 2 052   | 20,32   | 1                   |       |       |       |
|                               | Pasquale Ruscitto              | Pasquale Ruscitto    | Pasquale Ruscitto | 1 860   | 18,42   | Città Futura        | 1 833 | 18,36 | 1     |
| Seggio di coalizione          | Seggio di coalizione           | Seggio di coalizione | Pasquale Ruscitto | 1 860   | 18,42   | 1                   |       |       |       |
|                               | Vincenzo Maffione              | Vincenzo Maffione    | Vincenzo Maffione | 592     | 5,86    | Forza Orta Nova     | 593   | 5,94  | –     |
|                               | Antonio Infante                | Antonio Infante      | Antonio Infante   | 561     | 5,56    | Club Italia         | 556   | 5,57  | –     |
| Totale                        | Totale                         | 7 322                | 100               | 10 098  | 100     |                     | 9 985 | 100   | 20    |
|                               |                                |                      |                   |         |         |                     |       |       |       |
| Fonte: Ministero dell'interno |                                |                      |                   |         |         |                     |       |       |       |

#### Panni
|                               | Antonio Ciruolo ✔️ Sindaco | Lista civica | 551 | 66,31 | 8  |  |  |  |  |
|                               | Ercole Rainone             | Indipendenti | 280 | 33,69 | 4  |  |  |  |  |
| Totale                        | Totale                     |              | 831 | 100   | 12 |  |  |  |  |
|                               |                            |              |     |       |    |  |  |  |  |
| Fonte: Ministero dell'interno |                            |              |     |       |    |  |  |  |  |

#### San Giovanni Rotondo
| Candidati                          | Candidati                    | II turno               | II turno               | I turno | I turno | Liste                                | Voti   | %     | Seggi |
| Candidati                          | Candidati                    | Voti                   | %                      | Voti    | %       | Liste                                | Voti   | %     | Seggi |
| ---------------------------------- | ---------------------------- | ---------------------- | ---------------------- | ------- | ------- | ------------------------------------ | ------ | ----- | ----- |
|                                    | Nicola Placentino ✔️ Sindaco | 6 437                  | 56,44                  | 6 061   | 41,92   | Movimento Democratico                | 2 399  | 17,34 | 5     |
| Partito Popolare Italiano          | Nicola Placentino ✔️ Sindaco | 6 437                  | 56,44                  | 6 061   | 41,92   | 2 107                                | 15,23  | 4     |       |
| Partito Democratico della Sinistra | Nicola Placentino ✔️ Sindaco | 6 437                  | 56,44                  | 6 061   | 41,92   | 1 706                                | 12,33  | 3     |       |
|                                    | Antonio Miscio               | 4 969                  | 43,56                  | 2 520   | 17,43   | Lista di indipendenti                | 1 301  | 9,40  | 2     |
| Lista di indipendenti              | Antonio Miscio               | 4 969                  | 43,56                  | 2 520   | 17,43   | 617                                  | 4,46   | –     |       |
| Lista di indipendenti              | Antonio Miscio               | 4 969                  | 43,56                  | 2 520   | 17,43   | 293                                  | 2,12   | –     |       |
| Seggio di coalizione               | Seggio di coalizione         | Seggio di coalizione   | 43,56                  | 2 520   | 17,43   | 1                                    |        |       |       |
|                                    | Mario Cappucci               | Mario Cappucci         | Mario Cappucci         | 1 594   | 11,03   | Voria                                | 1 308  | 9,45  | –     |
| Seggio di coalizione               | Seggio di coalizione         | Seggio di coalizione   | Mario Cappucci         | 1 594   | 11,03   | 1                                    |        |       |       |
|                                    | Nunziata Fiorentino          | Nunziata Fiorentino    | Nunziata Fiorentino    | 1 453   | 10,05   | Forza Italia (A)                     | 1 425  | 10,30 | 1     |
| Seggio di coalizione               | Seggio di coalizione         | Seggio di coalizione   | Nunziata Fiorentino    | 1 453   | 10,05   | 1                                    |        |       |       |
|                                    | Giuseppe Siena               | Giuseppe Siena         | Giuseppe Siena         | 1 169   | 8,09    | Patto Segni                          | 1 035  | 7,48  | –     |
| Seggio di coalizione               | Seggio di coalizione         | Seggio di coalizione   | Giuseppe Siena         | 1 169   | 8,09    | 1                                    |        |       |       |
|                                    | Nicola Squarcella            | Nicola Squarcella      | Nicola Squarcella      | 1 013   | 7,01    | Partito della Rifondazione Comunista | 1 026  | 7,41  | –     |
| Seggio di coalizione               | Seggio di coalizione         | Seggio di coalizione   | Nicola Squarcella      | 1 013   | 7,01    | 1                                    |        |       |       |
|                                    | Nicola Franco De Bonis       | Nicola Franco De Bonis | Nicola Franco De Bonis | 648     | 4,48    | Rinnovamento Esperienza Sviluppo     | 620    | 4,48  | –     |
| Totale                             | Totale                       | 11 406                 | 100                    | 14 458  | 100     |                                      | 13 837 | 100   | 20    |
|                                    |                              |                        |                        |         |         |                                      |        |       |       |
| Fonte: Ministero dell'interno      |                              |                        |                        |         |         |                                      |        |       |       |

#### San Severo
| Candidati                     | Candidati                    | II turno                | II turno                | I turno | I turno | Liste                                | Voti   | %     | Seggi |
| Candidati                     | Candidati                    | Voti                    | %                       | Voti    | %       | Liste                                | Voti   | %     | Seggi |
| ----------------------------- | ---------------------------- | ----------------------- | ----------------------- | ------- | ------- | ------------------------------------ | ------ | ----- | ----- |
|                               | Vincenzo Canelli ✔️ Sindaco  | 14 559                  | 53,69                   | 10 635  | 32,11   | Partito Democratico della Sinistra   | 8 037  | 25,89 | 12    |
| Partito Socialista Italiano   | Vincenzo Canelli ✔️ Sindaco  | 14 559                  | 53,69                   | 10 635  | 32,11   | 1 226                                | 3,95   | 1     |       |
|                               | Luigi Nicola Antonio Nargiso | 12 557                  | 46,31                   | 10 402  | 31,40   | Alleanza Nazionale                   | 5 813  | 18,73 | 4     |
| Forza Italia                  | Luigi Nicola Antonio Nargiso | 12 557                  | 46,31                   | 10 402  | 31,40   | 3 586                                | 11,55  | 3     |       |
| Seggio di coalizione          | Seggio di coalizione         | Seggio di coalizione    | 46,31                   | 10 402  | 31,40   | 1                                    |        |       |       |
|                               | Matteo Iantoschi             | Matteo Iantoschi        | Matteo Iantoschi        | 3 129   | 9,45    | Partito Popolare Italiano (A)        | 3 235  | 10,42 | 4     |
| Seggio di coalizione          | Seggio di coalizione         | Seggio di coalizione    | Matteo Iantoschi        | 3 129   | 9,45    | 1                                    |        |       |       |
|                               | Francesco Florio             | Francesco Florio        | Francesco Florio        | 1 448   | 4,37    | Centro Cristiano Democratico (B)     | 1 509  | 4,86  | –     |
| Seggio di coalizione          | Seggio di coalizione         | Seggio di coalizione    | Francesco Florio        | 1 448   | 4,37    | 1                                    |        |       |       |
|                               | Michele Santarelli           | Michele Santarelli      | Michele Santarelli      | 1 412   | 4,26    | Riformisti per San Severo            | 1 436  | 4,63  | –     |
| Seggio di coalizione          | Seggio di coalizione         | Seggio di coalizione    | Michele Santarelli      | 1 412   | 4,26    | 1                                    |        |       |       |
|                               | Michele Florio               | Michele Florio          | Michele Florio          | 1 305   | 3,94    | Partito della Rifondazione Comunista | 1 305  | 4,20  | –     |
| Seggio di coalizione          | Seggio di coalizione         | Seggio di coalizione    | Michele Florio          | 1 305   | 3,94    | 1                                    |        |       |       |
|                               | Roberto Mario Fanelli        | Roberto Mario Fanelli   | Roberto Mario Fanelli   | 1 184   | 3,57    | Unione di Centro (B)                 | 1 142  | 3,68  | –     |
| Seggio di coalizione          | Seggio di coalizione         | Seggio di coalizione    | Roberto Mario Fanelli   | 1 184   | 3,57    | 1                                    |        |       |       |
|                               | Antonella Concetta Tata      | Antonella Concetta Tata | Antonella Concetta Tata | 1 030   | 3,11    | Liberaldemocrazia                    | 1 090  | 3,51  | –     |
|                               | Nicola Marchitto             | Nicola Marchitto        | Nicola Marchitto        | 921     | 2,78    | Lista civica Città di San Severo (B) | 955    | 3,08  | –     |
|                               | Luigi Tricarico              | Luigi Tricarico         | Luigi Tricarico         | 663     | 2,00    | Rinnovamento per San Severo (B)      | 687    | 2,21  | –     |
|                               | Nicola Bilancia              | Nicola Bilancia         | Nicola Bilancia         | 498     | 1,50    | Lista civica Insieme (B)             | 508    | 1,64  | –     |
|                               | Filomena Minelli             | Filomena Minelli        | Filomena Minelli        | 498     | 1,50    | Federazione dei Verdi (A)            | 501    | 1,61  | –     |
| Totale                        | Totale                       | 27 116                  | 100                     | 33 125  | 100     |                                      | 31 041 | 100   | 30    |
|                               |                              |                         |                         |         |         |                                      |        |       |       |
| Fonte: Ministero dell'interno |                              |                         |                         |         |         |                                      |        |       |       |

#### Vico del Gargano
|                               | Matteo Cannarozzi De Grazia ✔️ Sindaco | Indipendenti              | 2 114 | 41,27 | 11 |  |  |  |  |
|                               | Michele Scaramuzzo                     | Lista di area governativa | 1 580 | 30,85 | 3  |  |  |  |  |
|                               | Rocco Tozzi                            | Indipendenti              | 938   | 18,31 | 1  |  |  |  |  |
|                               | Mario Rocco D'Attila                   | Progressisti              | 490   | 9,57  | 1  |  |  |  |  |
| Totale                        | Totale                                 |                           | 5 122 | 100   | 16 |  |  |  |  |
|                               |                                        |                           |       |       |    |  |  |  |  |
| Fonte: Ministero dell'interno |                                        |                           |       |       |    |  |  |  |  |

### Provincia di Lecce

#### Aradeo
|                               | Agostino Caggia ✔️ Sindaco | Progressisti | 2 995 | 50,48 | 11 |  |  |  |  |
|                               | Salvatore Caggia           | Eterogenea   | 2 938 | 49,52 | 5  |  |  |  |  |
| Totale                        | Totale                     |              | 5 933 | 100   | 16 |  |  |  |  |
|                               |                            |              |       |       |    |  |  |  |  |
| Fonte: Ministero dell'interno |                            |              |       |       |    |  |  |  |  |

1. ↑  Lista sostenuta da Partito Popolare Italiano e Alleanza Nazionale.

#### Castrignano de' Greci
|                               | Mauro Sbocchi ✔️ Sindaco | Eterogenea                           | 932   | 33,31 | 11 |  |  |  |  |
|                               | Rocco Macrì              | Partito Democratico della Sinistra   | 922   | 32,95 | 3  |  |  |  |  |
|                               | Salvatore Chirivì        | Eterogenea                           | 556   | 19,87 | 1  |  |  |  |  |
|                               | Fernanda Vita Greco      | Partito della Rifondazione Comunista | 388   | 13,87 | 1  |  |  |  |  |
| Totale                        | Totale                   |                                      | 2 798 | 100   | 16 |  |  |  |  |
|                               |                          |                                      |       |       |    |  |  |  |  |
| Fonte: Ministero dell'interno |                          |                                      |       |       |    |  |  |  |  |

1. ↑  Lista sostenuta da Partito Popolare Italiano e Alleanza Nazionale.

#### Matino
|                               | Elio Agostinello ✔️ Sindaco     | Lista civica              | 3 173 | 43,34 | 13 |  |  |  |  |
|                               | Cosimo Damiano Salvatore Romano | Lista civica              | 2 271 | 31,02 | 4  |  |  |  |  |
|                               | Antonio Primiceri               | Forza Italia              | 941   | 12,85 | 2  |  |  |  |  |
|                               | Lucia Carmela De Matteis        | Partito Popolare Italiano | 936   | 12,79 | 1  |  |  |  |  |
| Totale                        | Totale                          |                           | 7 321 | 100   | 20 |  |  |  |  |
|                               |                                 |                           |       |       |    |  |  |  |  |
| Fonte: Ministero dell'interno |                                 |                           |       |       |    |  |  |  |  |

#### Nardò
| Candidati                     | Candidati                           | II turno             | II turno            | I turno | I turno | Liste                                      | Voti   | %     | Seggi |
| Candidati                     | Candidati                           | Voti                 | %                   | Voti    | %       | Liste                                      | Voti   | %     | Seggi |
| ----------------------------- | ----------------------------------- | -------------------- | ------------------- | ------- | ------- | ------------------------------------------ | ------ | ----- | ----- |
|                               | Antonio Benedetto Vaglio ✔️ Sindaco | 8 804                | 58,06               | 5 218   | 27,33   | Forza Nardò - Centro Cristiano Democratico | 2 428  | 13,68 | 10    |
| Rinascita Salentina Nardò     | Antonio Benedetto Vaglio ✔️ Sindaco | 8 804                | 58,06               | 5 218   | 27,33   | 2 083                                      | 11,74  | 8     |       |
|                               | Antonio Gaballo                     | 6 359                | 41,94               | 6 997   | 36,65   | Partito Popolare Italiano                  | 3 649  | 20,56 | 3     |
| Progressisti                  | Antonio Gaballo                     | 6 359                | 41,94               | 6 997   | 36,65   | 2 997                                      | 16,89  | 2     |       |
| Seggio di coalizione          | Seggio di coalizione                | Seggio di coalizione | 41,94               | 6 997   | 36,65   | 1                                          |        |       |       |
|                               | Andrea Tronci                       | Andrea Tronci        | Andrea Tronci       | 1 239   | 6,49    | Forza Italia - Alleanza Nazionale          | 1 119  | 6,31  | –     |
| Seggio di coalizione          | Seggio di coalizione                | Seggio di coalizione | Andrea Tronci       | 1 239   | 6,49    | 1                                          |        |       |       |
|                               | Cosimo Antonio Muci                 | Cosimo Antonio Muci  | Cosimo Antonio Muci | 1 239   | 6,49    | Lista civica Crescere civile               | 1 119  | 6,31  | –     |
| Seggio di coalizione          | Seggio di coalizione                | Seggio di coalizione | Cosimo Antonio Muci | 1 239   | 6,49    | 1                                          |        |       |       |
|                               | Anna Quattrocchi                    | Anna Quattrocchi     | Anna Quattrocchi    | 1 083   | 5,67    | Associazione Artigiani e Commercianti      | 1 027  | 5,79  | –     |
| Seggio di coalizione          | Seggio di coalizione                | Seggio di coalizione | Anna Quattrocchi    | 1 083   | 5,67    | 1                                          |        |       |       |
| Totale                        | Totale                              | 15 163               | 100                 | 19 094  | 100     |                                            | 17 744 | 100   | 30    |
|                               |                                     |                      |                     |         |         |                                            |        |       |       |
| Fonte: Ministero dell'interno |                                     |                      |                     |         |         |                                            |        |       |       |

#### Ruffano
|                               | Luigi Nicola Fiorito ✔️ Sindaco | Progressisti-Altri        | 3 453 | 56,70 | 13 |  |  |  |  |
|                               | Ennio Antonio Licci             | Lista di area governativa | 2 637 | 43,30 | 7  |  |  |  |  |
| Totale                        | Totale                          |                           | 6 090 | 100   | 20 |  |  |  |  |
|                               |                                 |                           |       |       |    |  |  |  |  |
| Fonte: Ministero dell'interno |                                 |                           |       |       |    |  |  |  |  |

1. ↑  Lista sostenuta dal Partito Popolare Italiano.

### Provincia di Taranto

#### Maruggio
|                               | Mario Calò ✔️ Sindaco | Eterogenea                | 1 116 | 29,97 | 11 |  |  |  |  |
|                               | Anna Maria Marotta    | Eterogenea                | 1 045 | 28,06 | 2  |  |  |  |  |
|                               | Giovanni Longo        | Mista di centro           | 1 021 | 27,42 | 2  |  |  |  |  |
|                               | Francesco Malangino   | Lista di area governativa | 542   | 14,55 | 1  |  |  |  |  |
| Totale                        | Totale                |                           | 3 724 | 100   | 16 |  |  |  |  |
|                               |                       |                           |       |       |    |  |  |  |  |
| Fonte: Ministero dell'interno |                       |                           |       |       |    |  |  |  |  |

1. ↑  Lista sostenuta da Forza Italia.

#### Mottola
| Candidati                            | Candidati                 | II turno             | II turno         | I turno | I turno | Liste                              | Voti   | %     | Seggi |
| Candidati                            | Candidati                 | Voti                 | %                | Voti    | %       | Liste                              | Voti   | %     | Seggi |
| ------------------------------------ | ------------------------- | -------------------- | ---------------- | ------- | ------- | ---------------------------------- | ------ | ----- | ----- |
|                                      | Diego Ludovico ✔️ Sindaco | 6 053                | 58,55            | 4 762   | 43,50   | Partito Democratico della Sinistra | 2 383  | 23,46 | 7     |
| Insieme per Mottola                  | Diego Ludovico ✔️ Sindaco | 6 053                | 58,55            | 4 762   | 43,50   | 1 352                              | 13,31  | 4     |       |
| Partito della Rifondazione Comunista | Diego Ludovico ✔️ Sindaco | 6 053                | 58,55            | 4 762   | 43,50   | 480                                | 4,72   | 1     |       |
|                                      | Giuseppe Alfredo De Fiori | 4 285                | 41,45            | 3 861   | 35,27   | Alleanza Nazionale                 | 2 206  | 21,71 | 2     |
| Forza Italia                         | Giuseppe Alfredo De Fiori | 4 285                | 41,45            | 3 861   | 35,27   | 1 509                              | 14,85  | 2     |       |
| Seggio di coalizione                 | Seggio di coalizione      | Seggio di coalizione | 41,45            | 3 861   | 35,27   | 1                                  |        |       |       |
|                                      | Leopoldo Rogante          | Leopoldo Rogante     | Leopoldo Rogante | 1 402   | 12,81   | Partito Popolare Italiano          | 1 126  | 11,08 | 1     |
| Partito Socialista Italiano          | Leopoldo Rogante          | Leopoldo Rogante     | Leopoldo Rogante | 1 402   | 12,81   | 308                                | 3,03   | –     |       |
| Seggio di coalizione                 | Seggio di coalizione      | Seggio di coalizione | Leopoldo Rogante | 1 402   | 12,81   | 1                                  |        |       |       |
|                                      | Vito Lomunno              | Vito Lomunno         | Vito Lomunno     | 923     | 8,43    | La Rete                            | 795    | 7,83  | –     |
| Seggio di coalizione                 | Seggio di coalizione      | Seggio di coalizione | Vito Lomunno     | 923     | 8,43    | 1                                  |        |       |       |
| Totale                               | Totale                    | 10 338               | 100              | 10 948  | 100     |                                    | 10 159 | 100   | 20    |
|                                      |                           |                      |                  |         |         |                                    |        |       |       |
| Fonte: Ministero dell'interno        |                           |                      |                  |         |         |                                    |        |       |       |

## Elezioni comunali del novembre 1994

### Provincia di Bari

#### Bitonto
| Candidati                            | Candidati                | II turno              | II turno              | I turno | I turno | Liste                              | Voti   | %     | Seggi |
| Candidati                            | Candidati                | Voti                  | %                     | Voti    | %       | Liste                              | Voti   | %     | Seggi |
| ------------------------------------ | ------------------------ | --------------------- | --------------------- | ------- | ------- | ---------------------------------- | ------ | ----- | ----- |
|                                      | Umberto Kühtz ✔️ Sindaco | 15 698                | 64,23                 | 13 207  | 42,46   | Partito Democratico della Sinistra | 7 494  | 25,07 | 11    |
| Movimento Democratico per Bitonto    | Umberto Kühtz ✔️ Sindaco | 15 698                | 64,23                 | 13 207  | 42,46   | 3 216                              | 10,76  | 5     |       |
| Partito della Rifondazione Comunista | Umberto Kühtz ✔️ Sindaco | 15 698                | 64,23                 | 13 207  | 42,46   | 1 604                              | 5,37   | 2     |       |
|                                      | Vincenzo Donadio         | 8 741                 | 35,77                 | 8 056   | 25,90   | Alleanza Nazionale                 | 4 335  | 14,50 | 3     |
| Forza Italia                         | Vincenzo Donadio         | 8 741                 | 35,77                 | 8 056   | 25,90   | 3 150                              | 10,54  | 2     |       |
| Centro Cristiano Democratico         | Vincenzo Donadio         | 8 741                 | 35,77                 | 8 056   | 25,90   | 706                                | 2,36   | –     |       |
| Seggio di coalizione                 | Seggio di coalizione     | Seggio di coalizione  | 35,77                 | 8 056   | 25,90   | 1                                  |        |       |       |
|                                      | Concetta Tota Rotunno    | Concetta Tota Rotunno | Concetta Tota Rotunno | 3 908   | 12,56   | Vivere la Citta                    | 3 022  | 10,11 | 2     |
| Partito Popolare Italiano            | Concetta Tota Rotunno    | Concetta Tota Rotunno | Concetta Tota Rotunno | 3 908   | 12,56   | 1 283                              | 4,29   | –     |       |
| Seggio di coalizione                 | Seggio di coalizione     | Seggio di coalizione  | Concetta Tota Rotunno | 3 908   | 12,56   | 1                                  |        |       |       |
|                                      | Giuseppe Elia            | Giuseppe Elia         | Giuseppe Elia         | 2 400   | 7,72    | Progetto Città                     | 1 871  | 6,26  | –     |
| Seggio di coalizione                 | Seggio di coalizione     | Seggio di coalizione  | Giuseppe Elia         | 2 400   | 7,72    | 1                                  |        |       |       |
|                                      | Emanuele Gala            | Emanuele Gala         | Emanuele Gala         | 1 892   | 6,08    | Riformismo e Progresso             | 1 633  | 5,46  | –     |
| Seggio di coalizione                 | Seggio di coalizione     | Seggio di coalizione  | Emanuele Gala         | 1 892   | 6,08    | 1                                  |        |       |       |
|                                      | Michele Labianca         | Michele Labianca      | Michele Labianca      | 1 641   | 5,28    | Insieme per Bitonto (A)            | 1 633  | 5,46  | –     |
| Seggio di coalizione                 | Seggio di coalizione     | Seggio di coalizione  | Michele Labianca      | 1 641   | 5,28    | 1                                  |        |       |       |
| Totale                               | Totale                   | 24 439                | 100                   | 31 104  | 100     |                                    | 29 894 | 100   | 30    |
|                                      |                          |                       |                       |         |         |                                    |        |       |       |
| Fonte: Ministero dell'interno        |                          |                       |                       |         |         |                                    |        |       |       |

#### Locorotondo
|                               | Giuseppe Petrelli ✔️ Sindaco | Alleanza Nazionale | 5 527 | 61,65 | 13 |  |  |  |  |
|                               | Giuseppe Pasquale Guarella   | Lista civica       | 3 438 | 38,35 | 7  |  |  |  |  |
| Totale                        | Totale                       |                    | 8 965 | 100   | 20 |  |  |  |  |
|                               |                              |                    |       |       |    |  |  |  |  |
| Fonte: Ministero dell'interno |                              |                    |       |       |    |  |  |  |  |

1. ↑  Lista sostenuta da Partito Socialista Italiano, Partito Democratico della Sinistra e Partito Popolare Italiano.

### Provincia di Brindisi

#### Brindisi
| Candidati                     | Candidati                 | II turno                  | II turno                  | I turno | I turno | Liste                                | Voti   | %     | Seggi |
| Candidati                     | Candidati                 | Voti                      | %                         | Voti    | %       | Liste                                | Voti   | %     | Seggi |
| ----------------------------- | ------------------------- | ------------------------- | ------------------------- | ------- | ------- | ------------------------------------ | ------ | ----- | ----- |
|                               | Michele Errico ✔️ Sindaco | 22 277                    | 51,29                     | 16 344  | 30,73   | Partito Democratico della Sinistra   | 6 868  | 14,22 | 12    |
| Partito Popolare Italiano     | Michele Errico ✔️ Sindaco | 22 277                    | 51,29                     | 16 344  | 30,73   | 4 471                                | 9,25   | 7     |       |
| Progetto Città (PS-AD)        | Michele Errico ✔️ Sindaco | 22 277                    | 51,29                     | 16 344  | 30,73   | 1 677                                | 3,47   | 3     |       |
| Cristiano Sociali             | Michele Errico ✔️ Sindaco | 22 277                    | 51,29                     | 16 344  | 30,73   | 1 522                                | 3,15   | 2     |       |
|                               | Raffaele De Maria         | 21 160                    | 48,71                     | 10 457  | 19,66   | Alleanza Nazionale                   | 6 940  | 14,36 | 4     |
| Centro Cristiano Democratico  | Raffaele De Maria         | 21 160                    | 48,71                     | 10 457  | 19,66   | 2 238                                | 4,63   | 1     |       |
| Forza Brindisi                | Raffaele De Maria         | 21 160                    | 48,71                     | 10 457  | 19,66   | 444                                  | 0,92   | –     |       |
| Seggio di coalizione          | Seggio di coalizione      | Seggio di coalizione      | 48,71                     | 10 457  | 19,66   | 1                                    |        |       |       |
|                               | Gualtiero Gualtieri       | Gualtiero Gualtieri       | Gualtiero Gualtieri       | 10 017  | 18,83   | Forza Italia (A)                     | 5 297  | 10,96 | 2     |
| Unione di Centro (A)          | Gualtiero Gualtieri       | Gualtiero Gualtieri       | Gualtiero Gualtieri       | 10 017  | 18,83   | 2 527                                | 5,23   | 1     |       |
| Brindisi per Brindisi (A)     | Gualtiero Gualtieri       | Gualtiero Gualtieri       | Gualtiero Gualtieri       | 10 017  | 18,83   | 1 576                                | 3,26   | –     |       |
| Seggio di coalizione          | Seggio di coalizione      | Seggio di coalizione      | Gualtiero Gualtieri       | 10 017  | 18,83   | 1                                    |        |       |       |
|                               | Vincenzo Guadalupi        | Vincenzo Guadalupi        | Vincenzo Guadalupi        | 4 670   | 8,78    | Insieme per Brindisi                 | 4 352  | 9,01  | 1     |
| Seggio di coalizione          | Seggio di coalizione      | Seggio di coalizione      | Vincenzo Guadalupi        | 4 670   | 8,78    | 1                                    |        |       |       |
|                               | Pietro Settimio Mita      | Pietro Settimio Mita      | Pietro Settimio Mita      | 3 277   | 6,16    | Partito della Rifondazione Comunista | 1 855  | 3,84  | –     |
| Federazione dei Verdi         | Pietro Settimio Mita      | Pietro Settimio Mita      | Pietro Settimio Mita      | 3 277   | 6,16    | 1 145                                | 2,37   | –     |       |
| Seggio di coalizione          | Seggio di coalizione      | Seggio di coalizione      | Pietro Settimio Mita      | 3 277   | 6,16    | 1                                    |        |       |       |
|                               | Francesco Di Paola Rubino | Francesco Di Paola Rubino | Francesco Di Paola Rubino | 3 265   | 6,14    | Viva Brindisi (A)                    | 2 176  | 4,50  | –     |
| Seggio di coalizione          | Seggio di coalizione      | Seggio di coalizione      | Francesco Di Paola Rubino | 3 265   | 6,14    | 1                                    |        |       |       |
|                               | Nicola Massari            | Nicola Massari            | Nicola Massari            | 2 629   | 4,94    | Nuova Proposta                       | 2 516  | 5,21  | –     |
| Seggio di coalizione          | Seggio di coalizione      | Seggio di coalizione      | Nicola Massari            | 2 629   | 4,94    | 1                                    |        |       |       |
|                               | Carmelo Ugo Palazzo       | Carmelo Ugo Palazzo       | Carmelo Ugo Palazzo       | 1 647   | 3,10    | Impegno Sociale                      | 1 910  | 3,95  | –     |
| Seggio di coalizione          | Seggio di coalizione      | Seggio di coalizione      | Carmelo Ugo Palazzo       | 1 647   | 3,10    | 1                                    |        |       |       |
|                               | Antonio Turco             | Antonio Turco             | Antonio Turco             | 880     | 1,65    | Orizzonti Nuovi                      | 801    | 1,66  | –     |
| Totale                        | Totale                    | 43 437                    | 100                       | 53 186  | 100     |                                      | 48 315 | 100   | 40    |
|                               |                           |                           |                           |         |         |                                      |        |       |       |
| Fonte: Ministero dell'interno |                           |                           |                           |         |         |                                      |        |       |       |

### Provincia di Foggia

#### Ischitella
|                               | Francesco Giordano ✔️ Sindaco | Lista di area governativa | 1 077 | 35,57 | 11 |  |  |  |  |
|                               | Vincenzo Basile               | Indipendenti              | 1 062 | 35,07 | 3  |  |  |  |  |
|                               | Rocco Guerra                  | Lista civica              | 889   | 29,36 | 2  |  |  |  |  |
| Totale                        | Totale                        |                           | 3 028 | 100   | 16 |  |  |  |  |
|                               |                               |                           |       |       |    |  |  |  |  |
| Fonte: Ministero dell'interno |                               |                           |       |       |    |  |  |  |  |

1. ↑  Lista sostenuta da Forza Italia.

#### Isole Tremiti
|                               | Antonio Greco ✔️ Sindaco | Indipendenti | 155 | 53,63 | 8  |  |  |  |  |
|                               | Giuseppe Calabrese       | Indipendenti | 134 | 46,37 | 4  |  |  |  |  |
| Totale                        | Totale                   |              | 289 | 100   | 12 |  |  |  |  |
|                               |                          |              |     |       |    |  |  |  |  |
| Fonte: Ministero dell'interno |                          |              |     |       |    |  |  |  |  |

#### Lucera
| Candidati                            | Candidati                  | II turno                 | II turno                 | I turno | I turno | Liste                              | Voti   | %     | Seggi |
| Candidati                            | Candidati                  | Voti                     | %                        | Voti    | %       | Liste                              | Voti   | %     | Seggi |
| ------------------------------------ | -------------------------- | ------------------------ | ------------------------ | ------- | ------- | ---------------------------------- | ------ | ----- | ----- |
|                                      | Domenico Bonghi ✔️ Sindaco | 10 869                   | 65,46                    | 6 279   | 30,57   | Partito Democratico della Sinistra | 3 275  | 17,08 | 11    |
| Lavoro e Libertà                     | Domenico Bonghi ✔️ Sindaco | 10 869                   | 65,46                    | 6 279   | 30,57   | 1 191                              | 6,21   | 4     |       |
| Partito della Rifondazione Comunista | Domenico Bonghi ✔️ Sindaco | 10 869                   | 65,46                    | 6 279   | 30,57   | 1 057                              | 5,51   | 3     |       |
|                                      | Raffaele Vincenzo Preziuso | 5 736                    | 34,54                    | 5 049   | 24,58   | Partito Popolare Italiano          | 2 990  | 15,59 | 2     |
| Insieme per Lucera                   | Raffaele Vincenzo Preziuso | 5 736                    | 34,54                    | 5 049   | 24,58   | 2 205                              | 11,50  | 2     |       |
| Seggio di coalizione                 | Seggio di coalizione       | Seggio di coalizione     | 34,54                    | 5 049   | 24,58   | 1                                  |        |       |       |
|                                      | Michele Prospero Petitti   | Michele Prospero Petitti | Michele Prospero Petitti | 4 561   | 22,20   | Alleanza Nazionale                 | 3 853  | 20,09 | 3     |
| Seggio di coalizione                 | Seggio di coalizione       | Seggio di coalizione     | Michele Prospero Petitti | 4 561   | 22,20   | 1                                  |        |       |       |
|                                      | Raffaele Di Ianni          | Raffaele Di Ianni        | Raffaele Di Ianni        | 2 811   | 13,68   | Lucera Libera e Solidale           | 2 609  | 13,60 | 1     |
| Seggio di coalizione                 | Seggio di coalizione       | Seggio di coalizione     | Raffaele Di Ianni        | 2 811   | 13,68   | 1                                  |        |       |       |
|                                      | Massimiliano Sponzilli     | Massimiliano Sponzilli   | Massimiliano Sponzilli   | 1 511   | 7,36    | Forza Italia                       | 1 055  | 5,50  | –     |
| Centro Cristiano Democratico         | Massimiliano Sponzilli     | Massimiliano Sponzilli   | Massimiliano Sponzilli   | 1 511   | 7,36    | 648                                | 3,38   | –     |       |
| Seggio di coalizione                 | Seggio di coalizione       | Seggio di coalizione     | Massimiliano Sponzilli   | 1 511   | 7,36    | 1                                  |        |       |       |
|                                      | Liliana Emilia Toriello    | Liliana Emilia Toriello  | Liliana Emilia Toriello  | 332     | 1,62    | La Rete                            | 295    | 1,54  | –     |
| Totale                               | Totale                     | 16 605                   | 100                      | 20 543  | 100     |                                    | 19 178 | 100   | 30    |
|                                      |                            |                          |                          |         |         |                                    |        |       |       |
| Fonte: Ministero dell'interno        |                            |                          |                          |         |         |                                    |        |       |       |

#### Peschici
|                               | Domenico Elia Rocco Mazzone ✔️ Sindaco | Eterogenea                        | 1 022 | 39,13 | 11 |  |  |  |  |
|                               | Alfonso Talia                          | Progressisti - Altri              | 842   | 32,24 | 3  |  |  |  |  |
|                               | Francesco Tavaglione                   | Lista di area governativa - Altri | 748   | 28,64 | 2  |  |  |  |  |
| Totale                        | Totale                                 |                                   | 2 612 | 100   | 16 |  |  |  |  |
|                               |                                        |                                   |       |       |    |  |  |  |  |
| Fonte: Ministero dell'interno |                                        |                                   |       |       |    |  |  |  |  |

#### Pietramontecorvino
|                               | Antonio Di Donato ✔️ Sindaco | Progressisti - Altri | 953   | 42,85 | 11 |  |  |  |  |
|                               | Saverio Lammarucciola        | Eterogenea           | 940   | 42,27 | 4  |  |  |  |  |
|                               | Giovanni Lingua              | Mista di centro      | 331   | 14,88 | 1  |  |  |  |  |
| Totale                        | Totale                       |                      | 2 224 | 100   | 16 |  |  |  |  |
|                               |                              |                      |       |       |    |  |  |  |  |
| Fonte: Ministero dell'interno |                              |                      |       |       |    |  |  |  |  |

#### Torremaggiore
| Candidati                     | Candidati                     | II turno                      | II turno                      | I turno | I turno | Liste                                     | Voti   | %     | Seggi |
| Candidati                     | Candidati                     | Voti                          | %                             | Voti    | %       | Liste                                     | Voti   | %     | Seggi |
| ----------------------------- | ----------------------------- | ----------------------------- | ----------------------------- | ------- | ------- | ----------------------------------------- | ------ | ----- | ----- |
|                               | Matteo Marolla ✔️ Sindaco     | 5 672                         | 62,06                         | 4 293   | 40,49   | Partito Democratico della Sinistra        | 2 647  | 25,95 | 9     |
| Partito Popolare Italiano     | Matteo Marolla ✔️ Sindaco     | 5 672                         | 62,06                         | 4 293   | 40,49   | 1 109                                     | 10,87  | 3     |       |
| Patto Segni                   | Matteo Marolla ✔️ Sindaco     | 5 672                         | 62,06                         | 4 293   | 40,49   | 195                                       | 1,91   | –     |       |
|                               | Matteo Di Capua               | 3 467                         | 37,94                         | 1 873   | 17,66   | Alleanza Nazionale                        | 1 751  | 17,16 | 1     |
| Seggio di coalizione          | Seggio di coalizione          | Seggio di coalizione          | 37,94                         | 1 873   | 17,66   | 1                                         |        |       |       |
|                               | Sabino Campanella             | Sabino Campanella             | Sabino Campanella             | 1 458   | 13,75   | Nuova Politica                            | 1 519  | 14,89 | 1     |
| Seggio di coalizione          | Seggio di coalizione          | Seggio di coalizione          | Sabino Campanella             | 1 458   | 13,75   | 1                                         |        |       |       |
|                               | Fontino Celeste               | Fontino Celeste               | Fontino Celeste               | 1 352   | 12,75   | Forza Italia-Centro Cristiano Democratico | 1 407  | 13,79 | 1     |
| Seggio di coalizione          | Seggio di coalizione          | Seggio di coalizione          | Fontino Celeste               | 1 352   | 12,75   | 1                                         |        |       |       |
|                               | Savino Faienza                | Savino Faienza                | Savino Faienza                | 665     | 6,27    | Ambiente Club                             | 649    | 6,36  | –     |
| Seggio di coalizione          | Seggio di coalizione          | Seggio di coalizione          | Savino Faienza                | 665     | 6,27    | 1                                         |        |       |       |
|                               | Michelangelo Fulvio De Cesare | Michelangelo Fulvio De Cesare | Michelangelo Fulvio De Cesare | 544     | 5,13    | Partito della Rifondazione Comunista      | 535    | 5,24  | –     |
| Seggio di coalizione          | Seggio di coalizione          | Seggio di coalizione          | Michelangelo Fulvio De Cesare | 544     | 5,13    | 1                                         |        |       |       |
|                               | Giuseppe Lamedica             | Giuseppe Lamedica             | Giuseppe Lamedica             | 418     | 3,94    | Cittadini per Torremaggiore               | 389    | 3,81  | –     |
| Totale                        | Totale                        | 9 139                         | 100                           | 10 603  | 100     |                                           | 10 201 | 100   | 20    |
|                               |                               |                               |                               |         |         |                                           |        |       |       |
| Fonte: Ministero dell'interno |                               |                               |                               |         |         |                                           |        |       |       |

### Provincia di Lecce

#### Casarano
| Candidati                     | Candidati                            | II turno                 | II turno                 | I turno | I turno | Liste                        | Voti   | %     | Seggi |
| Candidati                     | Candidati                            | Voti                     | %                        | Voti    | %       | Liste                        | Voti   | %     | Seggi |
| ----------------------------- | ------------------------------------ | ------------------------ | ------------------------ | ------- | ------- | ---------------------------- | ------ | ----- | ----- |
|                               | Villiam Marcello Ingrosso ✔️ Sindaco | 6 043                    | 53,36                    | 5 332   | 43,00   | Partito Popolare Italiano    | 2 845  | 24,97 | 7     |
| Progressisti                  | Villiam Marcello Ingrosso ✔️ Sindaco | 6 043                    | 53,36                    | 5 332   | 43,00   | 2 402                        | 21,08  | 5     |       |
|                               | Luigi Tommaso Memmi                  | 5 281                    | 46,64                    | 3 814   | 30,76   | Centro Cristiano Democratico | 1 605  | 14,09 | 2     |
| Forza Casarano                | Luigi Tommaso Memmi                  | 5 281                    | 46,64                    | 3 814   | 30,76   | 1 565                        | 13,74  | 2     |       |
| Seggio di coalizione          | Seggio di coalizione                 | Seggio di coalizione     | 46,64                    | 3 814   | 30,76   | 1                            |        |       |       |
|                               | Rita Giovanna De Micheli             | Rita Giovanna De Micheli | Rita Giovanna De Micheli | 2 238   | 18,05   | Insieme per Rinascere        | 1 769  | 15,53 | 1     |
| Seggio di coalizione          | Seggio di coalizione                 | Seggio di coalizione     | Rita Giovanna De Micheli | 2 238   | 18,05   | 1                            |        |       |       |
|                               | Giovanni De Marco                    | Giovanni De Marco        | Giovanni De Marco        | 1 016   | 8,19    | Alleanza Nazionale           | 1 207  | 10,59 | –     |
| Seggio di coalizione          | Seggio di coalizione                 | Seggio di coalizione     | Giovanni De Marco        | 1 016   | 8,19    | 1                            |        |       |       |
| Totale                        | Totale                               | 11 324                   | 100                      | 12 400  | 100     |                              | 11 393 | 100   | 20    |
|                               |                                      |                          |                          |         |         |                              |        |       |       |
| Fonte: Ministero dell'interno |                                      |                          |                          |         |         |                              |        |       |       |

#### Collepasso
|                               | Leonardo Malorgio ✔️ Sindaco | Lista civica              | 2 076 | 45,94 | 11 |  |  |  |  |
|                               | Grazio Longo                 | Lista civica              | 1 853 | 41,00 | 4  |  |  |  |  |
|                               | Rocco Leo                    | Lista di area governativa | 590   | 13,06 | 1  |  |  |  |  |
| Totale                        | Totale                       |                           | 4 519 | 100   | 16 |  |  |  |  |
|                               |                              |                           |       |       |    |  |  |  |  |
| Fonte: Ministero dell'interno |                              |                           |       |       |    |  |  |  |  |

1. ↑  Lista sostenuta dal Partito Democratico della Sinistra.
2. ↑  Lista sostenuta da Alleanza Nazionale.

#### Galatone
|                               | Roberto Maglio ✔️ Sindaco | 6 327                | 64,87 | Partito Popolare Italiano | 3 104 | 33,86 | 7  |  |  |
| Progressisti                  | Roberto Maglio ✔️ Sindaco | 6 327                | 64,87 | 2 727                     | 29,75 | 6     |    |  |  |
|                               | Enzo Marcuccio            | 3 426                | 35,13 | Alleanza Nazionale        | 1 824 | 19,90 | 4  |  |  |
| Forza Italia                  | Enzo Marcuccio            | 3 426                | 35,13 | 670                       | 7,31  | 1     |    |  |  |
| Centro Cristiano Democratico  | Enzo Marcuccio            | 3 426                | 35,13 | 536                       | 5,85  | 1     |    |  |  |
| Lista Civica                  | Enzo Marcuccio            | 3 426                | 35,13 | 306                       | 3,34  | –     |    |  |  |
| Seggio di coalizione          | Seggio di coalizione      | Seggio di coalizione | 35,13 | 1                         |       |       |    |  |  |
| Totale                        | Totale                    | 9 753                | 100   |                           | 9 167 | 100   | 20 |  |  |
|                               |                           |                      |       |                           |       |       |    |  |  |
| Fonte: Ministero dell'interno |                           |                      |       |                           |       |       |    |  |  |

#### Montesano Salentino
|                               | Eusebio Ferraro ✔️ Sindaco | Lista civica | 625   | 34,86 | 8  |  |  |  |  |
|                               | Eugenio Giannelli          | Lista civica | 448   | 24,99 | 2  |  |  |  |  |
|                               | Donato Margarito           | Lista civica | 371   | 20,69 | 1  |  |  |  |  |
|                               | Luigi Lecci                | Lista civica | 349   | 19,46 | 1  |  |  |  |  |
| Totale                        | Totale                     |              | 1 793 | 100   | 12 |  |  |  |  |
|                               |                            |              |       |       |    |  |  |  |  |
| Fonte: Ministero dell'interno |                            |              |       |       |    |  |  |  |  |

1. ↑  Lista sostenuta da Partito Democratico della Sinistra e Partito Popolare Italiano.
2. ↑  Lista sostenuta dal Partito Socialista Italiano.
3. ↑  Lista sostenuta dal Partito della Rifondazione Comunista.
4. ↑  Lista sostenuta dal Partito Socialista Italiano.

#### Novoli
|                               | Antonio Prato ✔️ Sindaco | Lista di area governativa            | 3 483 | 83,81 | 11 |  |  |  |  |
|                               | Sergio Bellavita         | Partito della Rifondazione Comunista | 673   | 16,19 | 5  |  |  |  |  |
| Totale                        | Totale                   |                                      | 4 156 | 100   | 16 |  |  |  |  |
|                               |                          |                                      |       |       |    |  |  |  |  |
| Fonte: Ministero dell'interno |                          |                                      |       |       |    |  |  |  |  |

#### Sannicola
|                               | Sergio Bidetti ✔️ Sindaco  | Progressisti - Altri      | 2 353 | 56,52 | 11 |  |  |  |  |
|                               | Vittorio Umberto Monteduro | Lista di area governativa | 1 810 | 43,48 | 5  |  |  |  |  |
| Totale                        | Totale                     |                           | 4 163 | 100   | 16 |  |  |  |  |
|                               |                            |                           |       |       |    |  |  |  |  |
| Fonte: Ministero dell'interno |                            |                           |       |       |    |  |  |  |  |

1. ↑  Lista sostenuta da Partito Popolare Italiano.

#### Spongano
|                               | Salvatore Scarciglia ✔️ Sindaco | Lista civica | 1 393 | 54,03 | 11 |  |  |  |  |
|                               | Francesco Andrioli              | Lista civica | 968   | 37,55 | 4  |  |  |  |  |
|                               | Renato Leone                    | Lista civica | 217   | 8,42  | 1  |  |  |  |  |
| Totale                        | Totale                          |              | 2 578 | 100   | 16 |  |  |  |  |
|                               |                                 |              |       |       |    |  |  |  |  |
| Fonte: Ministero dell'interno |                                 |              |       |       |    |  |  |  |  |

1. ↑  Lista sostenuta da Partito Popolare Italiano, Alleanza Nazionale e Forza Italia.
2. ↑  Lista sostenuta dall'Alleanza dei Progressisti.
3. ↑  Lista sostenuta dal Partito Socialista Italiano.

#### Squinzano
| Candidati                     | Candidati                 | II turno             | II turno           | I turno | I turno | Liste                                             | Voti  | %     | Seggi |
| Candidati                     | Candidati                 | Voti                 | %                  | Voti    | %       | Liste                                             | Voti  | %     | Seggi |
| ----------------------------- | ------------------------- | -------------------- | ------------------ | ------- | ------- | ------------------------------------------------- | ----- | ----- | ----- |
|                               | Michele Maggio ✔️ Sindaco | 5 221                | 58,34              | 2 692   | 26,11   | Progressisti                                      | 2 265 | 22,83 | 12    |
|                               | Vincenzo Walter Marzo     | 3 729                | 41,66              | 2 914   | 28,27   | Partito Popolare Italiano                         | 1 672 | 16,85 | 2     |
| Alleanza Nazionale            | Vincenzo Walter Marzo     | 3 729                | 41,66              | 2 914   | 28,27   | 1 495                                             | 15,07 | 1     |       |
| Seggio di coalizione          | Seggio di coalizione      | Seggio di coalizione | 41,66              | 2 914   | 28,27   | 1                                                 |       |       |       |
|                               | Salvatore Barba           | Salvatore Barba      | Salvatore Barba    | 1 994   | 19,34   | Progetto Squinzano Cattolici Democratici (A)      | 2 229 | 22,47 | 1     |
| Seggio di coalizione          | Seggio di coalizione      | Seggio di coalizione | Salvatore Barba    | 1 994   | 19,34   | 1                                                 |       |       |       |
|                               | Anna Maria Serratì        | Anna Maria Serratì   | Anna Maria Serratì | 1 755   | 17,02   | Uniti per Squinzano                               | 1 367 | 13,78 | –     |
| Seggio di coalizione          | Seggio di coalizione      | Seggio di coalizione | Anna Maria Serratì | 1 755   | 17,02   | 1                                                 |       |       |       |
|                               | Antonio Pastore           | Antonio Pastore      | Antonio Pastore    | 954     | 9,25    | Centro Cristiano Democratico-Unione di Centro (A) | 894   | 9,01  | –     |
| Seggio di coalizione          | Seggio di coalizione      | Seggio di coalizione | Antonio Pastore    | 954     | 9,25    | 1                                                 |       |       |       |
| Totale                        | Totale                    | 8 950                | 100                | 10 309  | 100     |                                                   | 9 922 | 100   | 20    |
|                               |                           |                      |                    |         |         |                                                   |       |       |       |
| Fonte: Ministero dell'interno |                           |                      |                    |         |         |                                                   |       |       |       |

#### Taurisano
|                               | Giuseppe Claudio Leuzzi ✔️ Sindaco | Progressisti - Altri      | 3 133 | 44,96 | 13 |  |  |  |  |
|                               | Raffaele Nicola Stasi              | Lista di area governativa | 2 515 | 36,09 | 5  |  |  |  |  |
|                               | Rocco Guidano                      | Lista civica              | 699   | 10,03 | 1  |  |  |  |  |
|                               | Giovanni Liuzzi                    | Lista civica              | 621   | 8,91  | 1  |  |  |  |  |
| Totale                        | Totale                             |                           | 6 968 | 100   | 20 |  |  |  |  |
|                               |                                    |                           |       |       |    |  |  |  |  |
| Fonte: Ministero dell'interno |                                    |                           |       |       |    |  |  |  |  |

1. ↑  Lista sostenuta da Partito Popolare Italiano e Partito Repubblicano Italiano.

#### Ugento
|                               | Francesco Pacella ✔️ Sindaco | Eterogenea                | 3 814 | 58,08 | 13 |  |  |  |  |
|                               | Giuliano Cucci               | Lista di area governativa | 2 753 | 41,92 | 7  |  |  |  |  |
| Totale                        | Totale                       |                           | 6 567 | 100   | 20 |  |  |  |  |
|                               |                              |                           |       |       |    |  |  |  |  |
| Fonte: Ministero dell'interno |                              |                           |       |       |    |  |  |  |  |

1. ↑  Lista sostenuta da Partito Popolare Italiano e Partito Democratico della Sinistra.

#### Vernole
|                               | Mario Mangione ✔️ Sindaco | Lista civica | 2 884 | 54,01 | 11 |  |  |  |  |
|                               | Vito D'Arpa               | Lista civica | 2 456 | 45,99 | 5  |  |  |  |  |
| Totale                        | Totale                    |              | 5 340 | 100   | 16 |  |  |  |  |
|                               |                           |              |       |       |    |  |  |  |  |
| Fonte: Ministero dell'interno |                           |              |       |       |    |  |  |  |  |

### Provincia di Taranto

#### Crispiano
|                               | Francesco Paolo Liuzzi ✔️ Sindaco | Lista di area governativa | 4 318 | 54,36 | 13 |  |  |  |  |
|                               | Giuseppe Pietro Scialpi           | Progressisti              | 2 191 | 27,58 | 4  |  |  |  |  |
|                               | Angelo Carmelo Bello              | Mista di centro           | 1 434 | 18,05 | 3  |  |  |  |  |
| Totale                        | Totale                            |                           | 7 943 | 100   | 20 |  |  |  |  |
|                               |                                   |                           |       |       |    |  |  |  |  |
| Fonte: Ministero dell'interno |                                   |                           |       |       |    |  |  |  |  |

1. ↑  Lista sostenuta da Alleanza Nazionale.

#### Fragagnano
|                               | Rocco Spada ✔️ Sindaco   | Lista di area governativa | 1 388 | 36,81 | 11 |  |  |  |  |
|                               | Maria Annunziata Galeone | Lista civica              | 1 059 | 28,08 | 2  |  |  |  |  |
|                               | Carlo Aprile             | Lista civica              | 815   | 21,61 | 2  |  |  |  |  |
|                               | Giuseppe Mauro           | Lista civica              | 509   | 13,50 | 1  |  |  |  |  |
| Totale                        | Totale                   |                           | 3 771 | 100   | 16 |  |  |  |  |
|                               |                          |                           |       |       |    |  |  |  |  |
| Fonte: Ministero dell'interno |                          |                           |       |       |    |  |  |  |  |

1. ↑  Lista sostenuta da Alleanza Nazionale.
2. ↑  Lista sostenuta dal Partito Popolare Italiano.

#### Leporano
|                               | Aldo Antonio Carlo D'Elia ✔️ Sindaco | Mista di centro           | 1 380 | 39,39 | 11 |  |  |  |  |
|                               | Attilio Marangione                   | Lista di area governativa | 695   | 19,84 | 2  |  |  |  |  |
|                               | Maria Carolina Gaetani               | Lista civica              | 684   | 19,53 | 2  |  |  |  |  |
|                               | Aurelio Loforese                     | Progressisti - Altri      | 388   | 11,08 | 1  |  |  |  |  |
|                               | Vito Fiusco                          | Lista civica              | 195   | 5,57  | –  |  |  |  |  |
|                               | Antonio Zizza                        | Lega d'Azione Meridionale | 161   | 4,60  | –  |  |  |  |  |
| Totale                        | Totale                               |                           | 3 503 | 100   | 16 |  |  |  |  |
|                               |                                      |                           |       |       |    |  |  |  |  |
| Fonte: Ministero dell'interno |                                      |                           |       |       |    |  |  |  |  |

1. ↑  Lista sostenuta dal Partito Popolare Italiano.
2. ↑  Lista sostenuta da Forza Italia.

#### Manduria
| Candidati                     | Candidati                    | II turno                  | II turno                  | I turno | I turno | Liste                                   | Voti   | %     | Seggi |
| Candidati                     | Candidati                    | Voti                      | %                         | Voti    | %       | Liste                                   | Voti   | %     | Seggi |
| ----------------------------- | ---------------------------- | ------------------------- | ------------------------- | ------- | ------- | --------------------------------------- | ------ | ----- | ----- |
|                               | Gregorio Pecoraro ✔️ Sindaco | 11 162                    | 61,50                     | 7 734   | 38,97   | Progressisti                            | 5 564  | 29,41 | 15    |
| Movimento Democratico         | Gregorio Pecoraro ✔️ Sindaco | 11 162                    | 61,50                     | 7 734   | 38,97   | 1 316                                   | 6,96   | 3     |       |
|                               | Caterina Maria Anna Arnò     | 6 988                     | 38,50                     | 5 591   | 28,17   | Forza Italia - Alleanza Nazionale - CCD | 4 200  | 22,20 | 5     |
| Lista civica Il Fonte         | Caterina Maria Anna Arnò     | 6 988                     | 38,50                     | 5 591   | 28,17   | 1 443                                   | 7,63   | 1     |       |
| Seggio di coalizione          | Seggio di coalizione         | Seggio di coalizione      | 38,50                     | 5 591   | 28,17   | 1                                       |        |       |       |
|                               | Antonio Calò                 | Antonio Calò              | Antonio Calò              | 2 572   | 12,96   | Federazione Laburista                   | 2 373  | 12,54 | 1     |
| Seggio di coalizione          | Seggio di coalizione         | Seggio di coalizione      | Antonio Calò              | 2 572   | 12,96   | 1                                       |        |       |       |
|                               | Nicola De Sario              | Nicola De Sario           | Nicola De Sario           | 2 189   | 11,03   | Partito Popolare Italiano               | 2 363  | 12,49 | 1     |
| Seggio di coalizione          | Seggio di coalizione         | Seggio di coalizione      | Nicola De Sario           | 2 189   | 11,03   | 1                                       |        |       |       |
|                               | Maria Gabriella Andrisano    | Maria Gabriella Andrisano | Maria Gabriella Andrisano | 1 068   | 5,38    | Alleanza per Manduria                   | 1 068  | 5,64  | –     |
| Seggio di coalizione          | Seggio di coalizione         | Seggio di coalizione      | Maria Gabriella Andrisano | 1 068   | 5,38    | 1                                       |        |       |       |
|                               | Luciano Brunetti             | Luciano Brunetti          | Luciano Brunetti          | 354     | 1,78    | Partito della Rifondazione Comunista    | 422    | 2,23  | –     |
|                               | Cosimo Mero                  | Cosimo Mero               | Cosimo Mero               | 179     | 0,90    | Convenzione Democratica Mani Pulite     | 172    | 0,91  | –     |
| Totale                        | Totale                       | 18 150                    | 100                       | 19 847  | 100     |                                         | 18 921 | 100   | 30    |
|                               |                              |                           |                           |         |         |                                         |        |       |       |
| Fonte: Ministero dell'interno |                              |                           |                           |         |         |                                         |        |       |       |

#### Martina Franca
| Candidati                      | Candidati                   | II turno              | II turno              | I turno | I turno | Liste                                  | Voti   | %     | Seggi |
| Candidati                      | Candidati                   | Voti                  | %                     | Voti    | %       | Liste                                  | Voti   | %     | Seggi |
| ------------------------------ | --------------------------- | --------------------- | --------------------- | ------- | ------- | -------------------------------------- | ------ | ----- | ----- |
|                                | Vitantonio Zizzi ✔️ Sindaco | 13 784                | 50,36                 | 6 418   | 21,00   | Partito Popolare Italiano              | 6 575  | 22,77 | 7     |
|                                | Giuseppe Semeraro           | 13 586                | 49,64                 | 12 661  | 41,43   | Alleanza Nazionale                     | 6 487  | 22,47 | 6     |
| Forza Italia                   | Giuseppe Semeraro           | 13 586                | 49,64                 | 12 661  | 41,43   | 3 825                                  | 13,25  | 4     |       |
| Federazione Liberaldemocratica | Giuseppe Semeraro           | 13 586                | 49,64                 | 12 661  | 41,43   | 1 702                                  | 5,89   | 1     |       |
| Seggio di coalizione           | Seggio di coalizione        | Seggio di coalizione  | 49,64                 | 12 661  | 41,43   | 1                                      |        |       |       |
|                                | Antonio Scialpi             | Antonio Scialpi       | Antonio Scialpi       | 6 157   | 20,15   | Partito Democratico della Sinistra (A) | 4 722  | 16,35 | 4     |
| Seggio di coalizione           | Seggio di coalizione        | Seggio di coalizione  | Antonio Scialpi       | 6 157   | 20,15   | 1                                      |        |       |       |
|                                | Anania Chiarelli            | Anania Chiarelli      | Anania Chiarelli      | 3 749   | 12,27   | Centro Cristiano Democratico (A)       | 4 113  | 14,24 | 4     |
| Seggio di coalizione           | Seggio di coalizione        | Seggio di coalizione  | Anania Chiarelli      | 3 749   | 12,27   | 1                                      |        |       |       |
|                                | Bartolomeo Buonanuova       | Bartolomeo Buonanuova | Bartolomeo Buonanuova | 975     | 3,19    | Uniti per Martina (A)                  | 852    | 2,95  | –     |
| Seggio di coalizione           | Seggio di coalizione        | Seggio di coalizione  | Bartolomeo Buonanuova | 975     | 3,19    | 1                                      |        |       |       |
|                                | Pietro Giacovelli           | Pietro Giacovelli     | Pietro Giacovelli     | 597     | 1,95    | Partito della Rifondazione Comunista   | 598    | 2,07  | –     |
| Totale                         | Totale                      | 27 370                | 100                   | 30 557  | 100     |                                        | 28 874 | 100   | 30    |
|                                |                             |                       |                       |         |         |                                        |        |       |       |
| Fonte: Ministero dell'interno  |                             |                       |                       |         |         |                                        |        |       |       |

#### Massafra
| Candidati                            | Candidati                     | II turno                      | II turno                      | I turno | I turno | Liste                     | Voti   | %     | Seggi |
| Candidati                            | Candidati                     | Voti                          | %                             | Voti    | %       | Liste                     | Voti   | %     | Seggi |
| ------------------------------------ | ----------------------------- | ----------------------------- | ----------------------------- | ------- | ------- | ------------------------- | ------ | ----- | ----- |
|                                      | Giuseppe Cofano ✔️ Sindaco    | 8 858                         | 51,99                         | 6 883   | 36,22   | Alleanza Nazionale        | 2 949  | 16,13 | 8     |
| Movimento il Cittadino d'Oggi        | Giuseppe Cofano ✔️ Sindaco    | 8 858                         | 51,99                         | 6 883   | 36,22   | 2 119                     | 11,59  | 6     |       |
| Forza Italia                         | Giuseppe Cofano ✔️ Sindaco    | 8 858                         | 51,99                         | 6 883   | 36,22   | 1 493                     | 8,17   | 4     |       |
|                                      | Pasquale D'Erchia             | 8 180                         | 48,01                         | 6 867   | 36,14   | Città per Vivere          | 3 095  | 16,93 | 3     |
| Partito Democratico della Sinistra   | Pasquale D'Erchia             | 8 180                         | 48,01                         | 6 867   | 36,14   | 2 436                     | 13,33  | 3     |       |
| Lista civica Il Ponte                | Pasquale D'Erchia             | 8 180                         | 48,01                         | 6 867   | 36,14   | 523                       | 2,86   | –     |       |
| Partito della Rifondazione Comunista | Pasquale D'Erchia             | 8 180                         | 48,01                         | 6 867   | 36,14   | 503                       | 2,75   | –     |       |
| Seggio di coalizione                 | Seggio di coalizione          | Seggio di coalizione          | 48,01                         | 6 867   | 36,14   | 1                         |        |       |       |
|                                      | Cosimo Damiano Fedele         | Cosimo Damiano Fedele         | Cosimo Damiano Fedele         | 2 367   | 12,46   | Partito Popolare Italiano | 2 148  | 11,75 | 1     |
| Seggio di coalizione                 | Seggio di coalizione          | Seggio di coalizione          | Cosimo Damiano Fedele         | 2 367   | 12,46   | 1                         |        |       |       |
|                                      | Palma Antonia Maria Argentina | Palma Antonia Maria Argentina | Palma Antonia Maria Argentina | 1 757   | 9,25    | Insieme per Massafra (A)  | 2 026  | 11,08 | 2     |
| Seggio di coalizione                 | Seggio di coalizione          | Seggio di coalizione          | Palma Antonia Maria Argentina | 1 757   | 9,25    | 1                         |        |       |       |
|                                      | Vito Antonio Miccolis         | Vito Antonio Miccolis         | Vito Antonio Miccolis         | 920     | 4,84    | Movimento Democratico     | 771    | 4,22  | –     |
|                                      | Giuseppe Notaristefano        | Giuseppe Notaristefano        | Giuseppe Notaristefano        | 208     | 1,09    | Lega d'Azione Meridionale | 216    | 1,18  | –     |
| Totale                               | Totale                        | 17 038                        | 100                           | 19 002  | 100     |                           | 18 279 | 100   | 30    |
|                                      |                               |                               |                               |         |         |                           |        |       |       |
| Fonte: Ministero dell'interno        |                               |                               |                               |         |         |                           |        |       |       |